# 副爱丽鱼属
副愛麗魚屬，是條鰭魚綱䲁形目麗魚科下的一個屬。

## 分類
本屬屬於褶唇麗魚亞科，目前被認可的種如下：
- 布氏副愛麗魚 Paracyprichromis brieni
- 黑翅副愛麗魚 Paracyprichromis nigripinnis